# Owen Arthur
Pour les articles homonymes, voir Owen.
Owen Arthur (né le 17 octobre 1949, mort le 27 juillet 2020) est un homme d'État barbadien, Premier ministre de 1994 à 2008.

## Biographie
Owen Arthur est né à la Barbade le 17 octobre 1949. Il fait toutes ses études dans son pays et en 1971 il est diplômé en histoire et en économie de l'université des Indes occidentales. En 1974, il obtient un master d'économie dans la même université. De 1974 à 1981, il travaille en Jamaïque, d'abord pour l'agence de planification, puis pour l'entreprise nationale de bauxite. En 1981, il revient à la Barbade, recruté par le ministère des Finances pour préparer le plan de développement de 1983 et négocier avec le Fonds monétaire international. Il devient aussi membre du conseil des gouverneurs de la Banque centrale de Barbade.
En 1983, il est nommé au Sénat de la Barbade par le gouvernement de Tom Adams et la même année il est choisi comme président du Parti travailliste de la Barbade. En 1984, il est élu comme représentant et devient ensuite secrétaire aux Finances et à la Planification de 1985 à 1986. Après la défaite du BLP en 1986, il partage son activité entre l'enseignement à l'université des Indes occidentales et des conseils au Caricom.
En juillet 1993, il est élu dirigeant du BLP et devient de ce fait chef de l'opposition. Lors des élections législatives anticipées de 1994, le BLP remporte les élections et Owen Arthur devient Premier ministre. Il remporte les deux élections suivantes de 1999 et 2003. Durant son gouvernement, il renforce l'intégration économique caribéenne avec le CARICOM Single Market and Economy. Son dernier mandat est marqué par la volonté de consulter la population sur le fait d'abandonner le statut de royaume du Commonwealth au profit d'un régime républicain. La consultation prévoyait en même temps que les élections générales de 2008 n'auront finalement jamais lieu, mais le BLP perd les élections et Owen Arthur devient à nouveau le chef de l'opposition face au gouvernement de David Thompson.
Quelques mois après les élections, il abandonne son poste à la tête du BLP. Il est remplacé par Mia Mottley, mais en 2013, après une nouvelle défaite du BLP, des parlementaires demandent à Owen Arthur de reprendre la présidence du parti. En 2014, il abandonne le BLP et siège désormais comme indépendant. Pendant cette période, il critique vertement la nouvelle dirigeante du parti, la traitant de « mégalomane et despote » et s'isolant de plus en plus de sa famille politique.
Owen Arthr fait pourtant un retour sur la scène politique en 2018, quand après la victoire du BLP aux élections législatives, il devient le principal conseiller économique de la nouvelle Première Ministre. En 2020, il est nommé à la direction de la LIAT pour mener à bien la restructuration de la compagnie aérienne. Il décède d'un arrêt cardiaque dans la nuit du dimanche 26 juillet 2020.